# Szabon József
Szabon József (Vadna, 1915. május 20. – Szeged, 1977. január 30.) magyar fül-orr-gégeorvos, címzetes egyetemi tanár, klinikai igazgató.

## Életpályája
Szabon József és Bukó Mária fiaként született. 1936–1937 között a debreceni Anatómiai Intézet gyakornoka volt. 1938–1940 között a Közegészségügyi Intézetben volt gyakornok. 1941-ben a debreceni Tisza István Tudományegyetemen orvosdoktorrá avatták. 1941–1946 között a miskolci Erzsébet Kórházban segédorvosként dolgozott. 1946–1951 között a budapesti tudományegyetem fül-orr-gégeklinikáján volt orvos. 1948-ban fül-orr-gége szakorvosi képesítést szerzett. 1951–1952 között a Péterfy Sándor utcai Kórházban szakorvos volt. 1952–1954 között a szentesi kórházban szakorvos, a Szakszervezeti Társadalombiztosítási Központ (SZTK) szakfőorvosa volt. 1954–1960 között a budapesti Orvostovábbképző Intézetben (OTKI) tanársegédként tevékenykedett. 1960–1977 között a Szegedi Orvostudományi Egyetem tanszékvezető egyetemi docense, címzetes egyetemi tanára, 1962–1963 között dékánhelyettese, a fül-orr-gégeklinika igazgatója volt. 1960–1977 között a Magyar Fül-Orr-Gége Orvosok Egyesületének vezetőségi tagja, a Fül-orr gégegyógyászat szerkesztő-bizottsági tagja volt.

## Művei
- Műtéti indikációk módosulása az orr-, garati betegségekben (Szeged, 1967)

## Díjai, elismerései
- Cházár András-emlékérem (1965)